# (Turn It Over)
| Recensione | Giudizio |
| ---------- | -------- |
| AllMusic   | [ 3 ]    |

(Turn It Over) è un album discografico a nome della The Tony Williams Lifetime, pubblicato dalla casa discografica Polydor Records nell'agosto del 1970.

## Tracce

### LP
Lato A
1. To Whom It May Concern - Them – 4:18 (Chick Corea)
2. To Whom It May Concern - Us – 2:58 (Chick Corea)
3. This Night This Song – 3:45 (Tony Williams)
4. Big Nick – 2:43 (John Coltrane)
5. Right On – 1:52 (Tony Williams)

Lato B
1. Once I Loved – 5:05 (Antônio Carlos Jobim, Vinícius de Moraes; Ray Gilbert (testo aggiunto in inglese))
2. Vuelta abajo – 4:57 (Tony Williams)
3. A Famous Blues – 4:15 (John McLaughlin)
4. Allah Be Praised – 4:39 (Larry Young)

### CD
Edizione CD del 2007 dal titoloTurn It Over (Bill Laswell Remix), pubblicato dalla Yellow Jester Records (124 C41)
1. Vuelta abajo – 6:33 (Tony Williams) – Versione brano non modificato
2. To Whom It May Concern: Us/Them – 7:15 (Chick Corea)
3. This Night This Song – 3:52 (Tony Williams) – Versione brano non modificato
4. Do That – 2:55 (Tony Williams) – Brano inedito
5. Big Nick – 3:17 (John Coltrane) – Versione brano non modificato
6. Once I Loved – 5:09 (Antônio Carlos Jobim, Vinícius de Moraes, Ray Gilbert)
7. To Whom – 2:20 (Tony Williams) – Versione brano inedito
8. Allah Be Praised – 6:13 (Larry Young) – Versione brano non modificato
9. Right On – 8:05 (Tony Williams) – Versione brano non modificato
10. A Famous Blues – 4:15 (John McLaughlin)
11. New Piece – 6:15 (Tony Williams) – Brano inedito

## Musicisti
- Tony Williams - batteria, voce
- John McLaughlin - chitarra, voce
- Larry Young (Khalid Yassin) - organo
- Jack Bruce - basso, voce

Note aggiuntive
- Monte Kay, Jack Lewis, Tony Williams - produttori e direzione produzione
- Registrazioni effettuate nel 1970 al Olmstead Sound Studios di New York City, New York (Stati Uniti)
- Ray Hall - ingegnere delle registrazioni
- Sid Maurer - art direction copertina album originale
- Sid, Tony and Jack Lewis - design copertina album originale
- Bruce Sauer - foto copertina album originale[4]